# Manuel Durão
Manuel Durão (São Francisco Xavier, Lisboa, 1987) é um compositor português.

## Biografia
Manuel Durão estudou Composição com Reinhard Pfundt na Hochschule für Musik und Theater „Felix Mendelssohn Bartholdy“ Leipzig e com Sérgio Azevedo, João Madureira e Carlos Caires na Escola Superior de Música de Lisboa. Frequentou masterclasses de direção de orquestra com Jean-Sébastien Béreau. Entre 2013 e 2019 lecionou Harmonia, Contraponto e Organologia na escola superior de música de Leipzig. Foi destinguido com os prémios de composição da Radiodifusão da Alemanha Central em 2011 e 2013 bem como com o prémio de incentivo a jovens compositores do Sächsischer Musikbund. Em 2004 foi-lhe atribuída uma menção honrosa do Prémio Lopes Graça de Composição. Foi bolseiro da Fundação Deutsche Bank, do DAAD e da Fundação Calouste Gulbenkian para o Projecto ENOA. As suas obras foram interpretadas pelo Coro e Orquestra da Radiodifusão da Alemanha Central (MDR), pela Orquestra Sinfónica Portuguesa, Orquestra Estágio Gulbenkian e Orquestra XXI. Na Alemanha as suas obras de teatro musical formam levadas a cena nas casas de ópera de Leipzig e Hamburgo.